# Pradales
Pradales település Spanyolországban, Segovia tartományban. Pradales Honrubia de la Cuesta, Villaverde de Montejo, Moral de Hornuez, Cedillo de la Torre, Fresno de la Fuente, Encinas, Navares de Enmedio, Navares de las Cuevas és Fuentenebro községekkel határos. Lakosainak száma 54 fő (2024).

## Népesség
A település népessége az elmúlt években az alábbi módon változott:
| Lakosok száma | 73   | 64   | 64   | 53   | 56   | 46   | 47   | 57   | 44   | 54   |
|               | 2001 | 2004 | 2007 | 2009 | 2012 | 2014 | 2017 | 2019 | 2022 | 2024 |